# Shigeharu Murata
Shigeharu Murata (村田 重治?, Murata Shigeharu; Shinbaba, 9 aprile 1909 – Battaglia delle isole Santa Cruz, 26 ottobre 1942) è stato un aviatore e militare giapponese, asso degli aerosiluranti del Dai-Nippon Teikoku Kaigun Kōkū Hombu, il servizio aeronautico della Marina imperiale giapponese, durante la seconda guerra mondiale, particolarmente distintosi nell'attacco di Pearl Harbor, , nel bombardamento di Darwin, nell'incursione giapponese nell'Oceano Indiano, nella battaglia delle Midway, nella battaglia delle Salomone Orientali e nella battaglia delle isole Santa Cruz. Fu coinvolto nell'incidente della USS Panay durante il corso della seconda guerra sino-giapponese.

## Biografia
Nacque il 9 aprile 1909 a Shinbaba, villaggio di Shimabara, distretto di Minami Takaki, prefettura di Nagasaki, secondo figlio di suo padre, En. Frequentò le scuole elementari e medie, eccellendo nel sumo e nel kendo. Nel novembre 1926 entrò nell'Accademia Navale come membro della 58ª classe, uscendone nel  novembre 1930, e venendo nominato guardiamarina nell'aprile 1932. Nel novembre 1933 divenne allievo pilota presso presso la base aerea di Kasumigaura, venendo promosso tenente. Nel luglio 1934 conseguì il brevetto di pilota e fu assegnato alla base aerea di Tateyama; nell'ottobre 1935 fu trasferito sulla portaerei Kaga. Nell'ottobre 1936, divenne istruttore di volo sulla base aerea di Kasumigaura. Uno dei suoi studenti durante il periodo in cui fu istruttore fu Kaname Harada. Nel dicembre dello stesso anno fu nominato capitano. 
Dopo lo scoppio della seconda guerra sino-giapponese, il 1 dicembre 1937 fu assegnato al 13 Kōkūtai di stanza nei pressi di Shangai, spostandosi successivamente a Changzhou. Poco prima della caduta di Nanchino, prese guidò l'attacco alla cannoniera statunitense Panay, volando a bordo di un cacciabombardiere Yokosuka B4Y. La nave americana fu affondata. Nel marzo 1938, fu nominato capo squadriglia del 12° Kōkūtai del Secondo Gruppo Aereo Combinato, e partecipò all'attacco a Hankou. A dicembre, divenne capo squadriglia sulla portaerei Akagi. Nel giugno 1939 divenne capo squadriglia sulla base di Oita. Il 15 ottobre, fu nominato allievo senior nel corso di addestramento speciale a Yokosuka, specializzandosi nell'attacco con i siluri.
Il 15 novembre 1940 fu nominato capo squadriglia e istruttore presso l'aeronautica navale di Yokosuka. Fu responsabile della ricerca sperimentale sui lanci di siluri Type 91 in acque poco profonde, che ebbero successo entro una profondità di 12 metri. Il 25 agosto 1941 divenne capo squadriglia sulla portaerei Ryujo, e il 27 settembre passò temporaneamente sulla Akagi. Su richiesta del tenente comandante Minoru Genda, ufficiale di stato maggiore della Prima Flotta Aerea (comunemente nota come Task Force Nagumo) ,  fu trasferito al piano di attacco di Pearl Harbor come esperto di siluri. Secondo il colonnello Yasufumi Han, ingegnere capo della Akagi, l'addestramento di Murata fu serio dall'inizio alla fine, e il tenente comandante Mitsuo Fuchida, comandante della forza d'attacco, chiese ai suoi superiori di rivelargli i piani per l'attacco alla base navale di Pearl Harbor.
Il 7 dicembre prese parte l'attacco di Pearl Harbor, e gli aerei sotto il suo comando colpirono le navi da battaglia West Virginia e Oklahoma. Quattro siluri colpirono la Oklahoma che si capovolse, mentre sei centrarono la West Virginia che si adagiò sul fondo in posizione verticale. Successivamente partecipò alla battaglia dell'Isola di Wake, al bombardamento di Darwin e alla battaglia di Ceylon. Durante la battaglia delle Midway, era a bordo della Akagi quando la bomba sganciata dal tenente Richard Halsey Best colpì la portaerei e la incendiò.
Dopo l'esito disastroso della battaglia delle Midway, nel luglio 1942 fu assegnato alla Terza Flotta, divenendo comandante di squadrone sulla portaerei Shokaku.  Il 24 agosto partecipò alla seconda battaglia delle isole Salomone, dove gli aerosiluranti B5N non furono utilizzati, cosa che egli criticò duramente. Per questa battaglia, il vice ammiraglio Chuichi Nagumo aveva deciso di tenere di riserva gli aerosiluranti Nakajima B5N, assegnando due ondate di bombardieri in picchiata Aichi D3A Val per indebolire in anticipo la flotta nemica. Gli attacchi dei bombardieri in picchiata, sotto il tenente comandante Mamoru Seki (Shōkaku) e il tenente Sadamu Takahashi (Zuikaku) rispettivamente, furono lanciati nel tardo pomeriggio, lasciando poche possibilità di lanciare gli aerosiluranti.

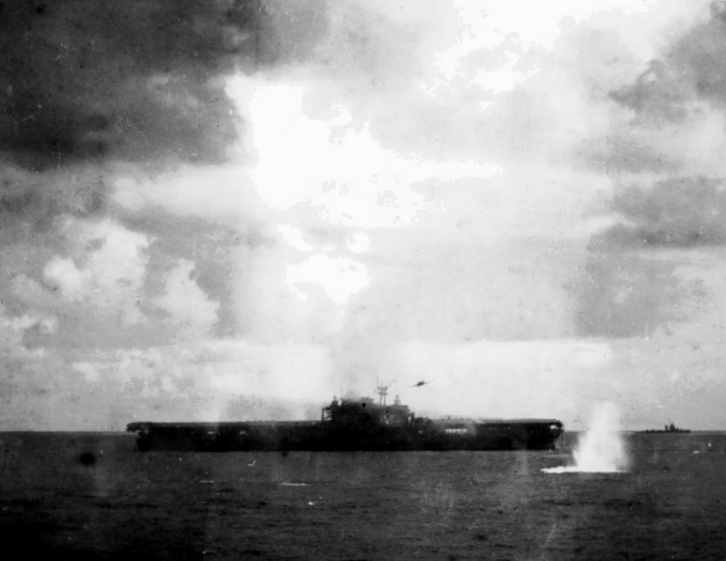
Un aerosilurante giapponese Nakajima B5N2 "Kate" (visibile appena sopra e a destra dell'isola della portaerei) sgancia un siluro (immagine in basso a destra) che colpirà la portaerei della Marina statunitense USS Hornet (CV-8) e causerà danni fatali il 26 ottobre 1942.

Il 26 ottobre partecipò alla Battaglia delle isole Santa Cruz dove comandò la prima ondata d'attacco composta da  21 bombardieri in picchiata Aichi D3A, 20 aerosiluranti Nakajima B5N e 21 caccia Mitsubishi A6M Zero.  I bombardieri in picchiata erano guidati dal tenente Sadamu Takahashi della Zuikaku, mentre quattro caccia di scorta della Shōkaku erano guidati dal tenente Hisayoshi Miyajima, otto della Zuikaku dal tenente Ayao Shirane e nove della Zuihō dal tenente Moriyasu Hidaka. Durante il tragitto, la forza d'attacco della Marina Imperiale incontrò una forza d'attacco della Marina statunitense in rotta di collisione. A quel punto, il tenente Hidaka e i suoi nove Zero abbandonarono il servizio di scorta e attaccarono gli aerei nemici. Quando il resto della forza d'attacco si avvicinò alla flotta della US Navy, egli guidò un attacco di aerosiluranti e bombardieri in picchiata estremamente ben coordinato che colpì con tre bombe e due siluri a segno sulla portaerei Hornet. Il siluro sganciato da lui sembrava essere tra i due che colpirono la portaerei. Tuttavia, durante l'attacco, il suo B5N fu colpito dall'artiglieria antiaerea e poi si schiantò contro la nave americana distruggendosi, mentre secondo un'altra versione affondò in fiamme.
I dettagli dell'attacco furono riportati dai tenenti Takeo Suzuki e Akira Chosokabe. Nel gennaio 1943, l'ammiraglio Isoroku Yamamoto, comandante in capo della Flotta Combinata, diede personalmente notizia della sua morte. A marzo, il viceammiraglio Chuichi Nagumo, comandante in capo della Terza Flotta al tempo della battaglia delle isole Santa Cruz, e ora comandante in capo del distretto navale di Sasebo, visitò la casa di Murata per porgere i suoi rispetti.. Fu promosso postumo di due gradi a tenente comandante (10 febbraio 1944).

### Nei media
Shigeharu Murata è apparso nel film del 1970 Tora! Tora! Tora! ed è stato interpretato dall'attore giapponese Toshio Hosokawa (細川 俊夫).

### Annotazioni
1. ↑  La famiglia Murata era una famiglia di samurai e suo nonno, Jutaro, partecipò alla guerra Boshin come soldato.
2. ↑  Era sposato con una sua cugina, Yanai Sadako

### Fonti
1. ↑  Sakaida 1997, p. 74.
2. 1 2 3  Francillon 1970, p.411.
3. ↑  Francillon 1970, p.449.
4. 1 2 3  Peattie 2007, p.36.
5. 1 2 3  War Time Journal.
6. ↑  Lundstrom 2005, p.391-411.
7. 1 2 3 4 5  Warfarehistorynetwork.
8. 1 2  Lundstrom 2005, p.108-178.
9. 1 2  Lundstrom 2005, p.324-460.
10. ↑  Lundstrom 2005, p.394.